# Hard-crad
El Hard-Crad és una tendència del cinema pornogràfic, que va aparèixer a França el 1985, caracteritzada per pràctiques extremes i prefigurant la pornografia gonzo.

## Origen
El naixement oficial del Hard-Crad es remunta a l'any 1985 amb el llançament a França de La doctoresse a de gros seins de John Love (pseudònim d'Alain Payet), pel·lícula d'èxit en la qual apareixen, en escenes nítides, un nan negre i actrius de pits grans.
A poc a poc, el Hard-Crad desenvoluparà pràctiques extremes i apareixerà com un mitjà per anar més enllà dels límits de la pornografia tradicional, per aconseguir estalvis substancials en la producció de pel·lícules i, finalment, per reaccionar contra la moda del "Porno chic ”amb les seves històries amb guió i les seves actrius massa maquillades o civilitzades. Amb el seu desenvolupament, el Hard-Crad comptarà amb la participació de directors com Pierre Moro o Thibaud Armand.
John Love va definir Hard-Crad com "Un enfocament brutal i sense vernis de les imatges sexuals que mostra tot el que es pot mostrar".
Aquest fenomen cinematogràfic, essencialment francès, va ser ignorat pels estatunidencs però va ser molt apreciat pels alemanys o escandinaus. En aquests països també hi trobem especialitats com l'urolàgnia així com altres pràctiques extremes que fins aleshores s'havien mantingut inèdites a França.

## Personatges
El Hard Crad es distingeix pel seu èmfasi en tot tipus de físic, inclosos els exclosos pel porno tradicional. A partir de gener de 1985 acumula especialitats: actors (Désiré Bastareaud a La doctoresse a de gros seins) o actrius nanes (Les aventures érotiques de Lily pute) ; dones obeses (Miss gélatine et ses copines). El 1987 VPC va publicar un casset titulat Sex horror show en el qual apareix el nan Désiré amb l'actriu Groseille, una dona de 160 kg el pseudònim de la qual inspirarà Étienne Chatiliez el nom d'una de les dues famílies protagonistes de la seva pel·lícula La vie est un long fleuve tranquille.
En contrast amb el "porno chic", el Hard-Crad es caracteritza per una absència de guió i progressivitat en l'erotisme, així com per la recerca de les pràctiques estranyes i extremes; dildos gegantins (Cul affamé ou god party), triples penetracions (À trois sur Caroline), penetracions insòlites, especialitats de l'actor Jean-Paul Bride, amb una ampolla de cervesa (Sodo express) o una escombra (La concierge est dans l'escalier), urolàgnia, etc.